# Josefa González Aguado
Josefa González Aguado (Albuñuelas, Granada, 11 de juny de 1907 - 1955) va ser una farmacèutica i química espanyola, que va treballar, des de l'Institut Nacional de Física i Química (INFQ), en la determinació de les ratlles analítiques quantitatives de l'hafni, itri, lantani, escandi, bari, estronci, calci, magnesi i beril·li. La Guerra Civil va interrompre la seva carrera, i va sofrir una depuració posterior.

## Orígens i fomació
Josefa González Aguado havia nascut a Albuñuelas (Granada) el 1907. Els seus pares van ser Dolores Aguado Robles, natural de Pinos del Valle, i Sebastián González Jiménez, agricultor a Albuñuelas. Va fer el batxillerat a l'Institut General i Tècnic de Granada, on obtingué el títol el 4 de novembre de 1924.

## Carrera científica
El 1924 es va matricular en Ciències Químiques a la Universitat de Granada, en la qual eren tan sols cinc dones d'un total de 211 alumnes. De Granada es va traslladar a Madrid, a la Universitat Central, on es va llicenciar amb qualificació d'excel·lent el 1930. Simultàniament va fer els estudis de Farmàcia a la mateixa universitat, on va obtenir la llicenciatura igualment el 1931. Immediatament va passar a impartir classes de Complements de Química a la facultat de Farmàcia com a professora ajudant.
Durant els seus estudis va ser una de les alumnes que va assistir al Laboratori Foster de la Residencia de Señoritas, creat per Mary Louise Foster, i que venia a pal·liar l'absència de pràctiques a la Universitat.
El 7 de desembre de 1931 va ingressar a la Societat Espanyola de Física i Química (SEFQ), on va ser presentada per Abramson i Solana. Va obtenir a continuació una beca a la Secció d'Espectrocopía de l'Institut Nacional de Física i Química (INFQ), on va treballar amb el professor Piña de Rubies des del 1933 fins al 1936 i va desenvolupar la seva formació com a investigadora. Al juny de 1935 va publicar en els Anales de la Sociedad Española de Física y Química, juntament amb Piña de Rubies, un article sobre les ratlles analítiques i quantitatives de l'hafni en l'espectre de l'arc.
La seva carrera es va veure interrompuda per la Guerra Civil. Segons la professora Carmen Magallón Portolés, havia de defensar la seva tesi aquest mateix any, el 1936, però no va poder fer-ho; segons tots els indicis la seva tesi va ser aprofitada fraudulentament després per algú pròxim al règim. Seguint el testimoniatge dels seus fills, González Aguado havia plorat perquè li havien robat la tesi. La seva filla, Amelia Perán, esmenta –en un treball de recerca dut a terme per a l'Institut d'Estudis de la Dona de la Universitat de Granada en col·laboració amb els alumnes de l'IES Clara Campoamor de Huelva–, que la seva mare va tenir dificultats per a obtenir un certificat de bona conducta després de la guerra, alhora que la recorda llegint i repassant treballs seus, publicats i premiats a nom d'altres persones. La seva labor com a investigadora la justifica per la presència a casa seva de quaderns impresos de treballs fets per ella.
Després de la guerra, tant ella com el seu marit, el químic meteoròleg José Perán, amb el qual s'havia casat el 1936, van ser apartats dels seus llocs i depurats, per haver estat afins al legítim govern de la República. Es van traslladar, llavors, a Albuñuelas, on Josefa González Aguado es va preparar l'oposició de farmacèutica titular; l'obtindria el 1949 i es faria càrrec de l'oficina de farmàcia d'aquesta localitat. Mentrestant es va guanyar la vida fent classes particulars.
Al seu poble se la recorda fent una gran labor professional al capdavant de la farmàcia. A la seva mort, la farmàcia va ser regentada per Álvaro López Ruiz i posteriorment per la seva filla Amelia Perán González.

## Reconeixements
El 2012, l'IES Clara Campoamor de Huelva va posar en marxa un projecte de recerca per rescatar la biografia d'algunes dones silenciades, entre les quals la de Josefa González Aguado.
La seva localitat natal, Albuñuelas, va inaugurar el 2014 una biblioteca pública amb el seu nom en reconeixement de la seva labor com a científica.